# Ferrovia Mendrisio-Varese
La ferrovia Mendrisio-Varese è una linea ferroviaria internazionale che collega le città di Varese, in Italia, e Mendrisio, in Svizzera.
La linea si compone di tre tratte costruite in momenti diversi: la Mendrisio-Stabio (inaugurata nel 1926 come tronco della dismessa ferrovia di Valmorea, ricostruita e potenziata entro il 2014), la Stabio-Arcisate (tratta transfrontaliera costruita ex novo, sulla quale l'inizio del servizio viaggiatori regolare è avvenuto ai primi del 2018) e la Varese-Arcisate (tronco della preesistente linea Varese-Porto Ceresio, attivato nel 1894 e opportunamente potenziato per l'occasione).
La nuova tratta venne costruita a partire dal 2008 e attivata per lotti fino al 2017. La gestione dell'infrastruttura è affidata in territorio elvetico a FFS e a RFI nel territorio italiano.

## Storia
La realizzazione di un allacciamento alla rete svizzera del nodo ferroviario di Varese venne proposta sul finire degli anni 1990: essa venne riconosciuta come opera strategica in un accordo quadro stipulato tra il Canton Ticino e la Regione Lombardia il 25 luglio 2000.
Scopo del progetto (che riprendeva e aggiornava un'idea vecchia di quasi un secolo) era il miglioramento del servizio di trasporto pubblico tra la Lombardia nord-occidentale e la parte più meridionale del Canton Ticino: la nuova linea avrebbe infatti consentito l'istituzione di un collegamento ferroviario più breve e veloce tra l'aeroporto di Milano-Malpensa e il Mendrisiotto, nonché di una relazione ferroviaria tra Como e Varese via Mendrisio (ripristinando un collegamento assente da oltre 50 anni, dopo che era stato dismesso il tronco Malnate-Grandate, gestito dalle Ferrovie Nord Milano).
Il corridoio venne progettato tra il comune italiano di Arcisate (con innesto sulla preesistente linea Varese-Porto Ceresio) e quello svizzero di Stabio, interessando la valle del torrente Bevera e la piana del Gaggiolo, per poi unirsi al tronco settentrionale della fu ferrovia di Valmorea, attraversare il confine di stato e quindi allacciarsi alla rete ferrata elvetica in direzione dei maggiori centri urbani del Canton Ticino.
I lavori di costruzione della linea iniziarono il 1º dicembre 2008 in territorio svizzero  e il 24 luglio 2009 sulla parte italiana. Il 26 novembre 2014 venne inaugurata la tratta Mendrisio-Stabio, integralmente ricostruita e potenziata, mentre la tratta Stabio-Arcisate venne ultimata e consegnata il primo dicembre 2017.
La costruzione della tratta in territorio italiano, affidata dal gestore RFI (mediante la controllata Italferr) dapprima alla ditta Ing. Salini e successivamente a Salcef s.p.a. (per le opere civili, di armamento e trazione elettrica) e all'Associazione Temporanea d'Imprese CEIT-Alstom Ferroviaria (per gli impianti tecnologici), è proceduta a ritmi più lenti e con lunghi momenti di stallo per problemi di natura amministrativa e ambientale, nonché a causa di incidenti all'interno del cantiere. In totale, il ritardo rispetto alla controparte elvetica ha superato i tre anni. La casseratura della soletta della stazione di Arcisate, e della galleria artificiale lungo la tratta, ha richiesto soluzioni ad hoc da parte della ditta Alsina.
La linea è stata inaugurata nella sua interezza il 22 dicembre 2017 e l'inizio del servizio regolare è avvenuto il 7 gennaio 2018.

## Caratteristiche
Oltre alla costruzione ex novo della tratta fra Arcisate e Stabio, lunga 3,6 km, i lavori di realizzazione della linea hanno incluso il raddoppio della preesistente tratta ferroviaria già esistente fra Stabio e Mendrisio, attivata nel 1926 e dal 1938 adibita al solo trasporto di merci e a sporadici servizi passeggeri a carattere turistico. Un analogo intervento è stato effettuato nella tratta Induno Olona-Arcisate della linea Porto Ceresio-Varese (rimasta integralmente chiusa e sostituita da autolinee per tutta la durata dei lavori), ove si è proceduto a raddoppiare il binario e abbassare la quota del piano del ferro in trincea.
Tra le stazioni di Arcisate e Stabio è inoltre stata costruita una nuova fermata, ubicata nella frazione Gaggiolo del comune di Cantello.

### Percorso
| Continuation backward |

|  | Straight track | Unknown route-map component "CONTl+f" |

|  | Unknown route-map component "eKRWgl" | Unknown route-map component "eKRWg+r" |

|  | Station on track + Unknown route-map component "HUBaq" | Station on track + Unknown route-map component "HUBeq" |

| Unknown route-map component "CONTgq" | Unknown route-map component "KRZo" | One way rightward |

| Unknown route-map component "BRK3" |

| Non-passenger station/depot on track |

| Stop on track |

| Unknown route-map component "eBHF" |

| Enter and exit short tunnel |

| Unknown route-map component "eBHF" |

| Stop on track |

| Non-passenger station/depot on track |

|  | Unknown route-map component "ABZgl" | Unknown route-map component "CONTfq" |

| Small bridge over water |

| Enter and exit short tunnel |

| Stop on track |

| Unknown route-map component "GRZq" + Restricted border on track |

| 11+058 |
| 6+549  |

| Unknown route-map component "STR+GRZq" |

| Unknown route-map component "CONTgq" | Unknown route-map component "ABZg+r" |  |

| Station on track |

| Unknown route-map component "eHST" |

| Small bridge over water |

| Unknown route-map component "SKRZ-Au" |

| Unknown route-map component "CONTgq" | Unknown route-map component "ABZg+r" |  |

| Station on track |

| Continuation forward |

Tra Mendrisio e Induno Olona la linea è a doppio binario: la tratta in territorio svizzero è lunga 6,5 km e la quota del piano del ferro è a livello del suolo. Il passaggio della frontiera tra Svizzera e Italia avviene in località Gaggiolo (il cambio di tensione – effettuato in transizione dinamica, senza necessità di arrestare i convogli – è posto circa 200 m prima del confine, mentre segnalamento, controllo e palificazione della linea aerea di contatto mutano in corrispondenza dello stesso); entrato in territorio italiano, dopo poche centinaia di metri il sedime entra in trincea e s'interra in una galleria lunga 970 m, poi supera la valle del torrente Bevera con un viadotto a sette campate (lungo circa 550 m) e prosegue nuovamente a livello del suolo (salvo un ultimo breve sovrappasso stradale) fino alla frazione Luscino-Baranzello del comune di Arcisate, ove è collocato il posto di movimento Bevera. Qui la via ferrata s'innesta sul percorso della Varese-Porto Ceresio. Indi attraversa in trincea i centri di Arcisate e Induno Olona (inframezzati da un'ulteriore galleria di 950 m), per poi riemergere a livello del suolo e ridursi a binario unico verso il monumentale ponte in laterizio di Valle Olona. La tratta rimane a singolo binario fino alla stazione di Varese, ove torna a raddoppiarsi e prosegue in direzione Gallarate.
Il distanziamento dei treni lungo la linea viene gestito con sistema di Blocco Elettrico conta-assi. La linea è dedicata al solo servizio passeggeri, con limite di velocità fissato a 100 km/h.
Peculiarità della linea (che la rende un unicum nei collegamenti ferroviari italo-elvetici) è l'assenza di una stazione di confine.

## Traffico
La tratta Stabio-Mendrisio, attiva dal 2014, è stata inizialmente percorsa nei soli giorni feriali dai treni della linea S40 (Mendrisio-Stabio) con frequenza semioraria (ogni 30 minuti) e da due coppie di treni della linea S50 (Stabio-Bellinzona). Ambedue i servizi erano integrati nella rete celere del Canton Ticino e operati dalla società italo-svizzera TiLo (partecipata da Trenord e FFS), che ha modificato ad hoc le apparecchiature tecnologiche di 40 dei propri treni FLIRT.
Con l'apertura della tratta Stabio-Varese e l'attivazione del servizio commerciale di linea, il concordato tra Regione Lombardia e Canton Ticino stipulato nel 2011 prevedeva la suddivisione del servizio in due tipologie, ambedue esercite dalla stessa TiLo:
- regionale, espletato tra le stazioni di Varese, Mendrisio e Como/Albate (linea S40);
- regio-espresso fra Bellinzona, Lugano e l'aeroporto di Milano-Malpensa (linea S50)[21].

Nel giugno 2017 la Regione Lombardia ha deciso una modifica unilaterale del suddetto piano, optando per prolungare la S40 da Varese alla Malpensa in luogo della S50, che attestandosi solo fino a Varese non consentirebbe dunque l'istituzione (originariamente prevista) di una relazione diretta tra Lugano e il maggior aeroporto nord-italiano.
Tale decisione, motivata con la necessità di non sovrapporsi agli orari ferroviari in vigore sulle relazioni da e per il Piemonte impieganti l'interscambio di Gallarate, ha causato proteste da parte delle autorità ticinesi. Successivi summit tra le parti hanno tuttavia confermato l'intenzione di istituire, in tempi successivi, una relazione diretta Lugano-Malpensa mediante la linea S50.
Dal 7 gennaio 2018 la tratta è dunque servita dal lunedì al sabato (dalle 05.30 alle 20.30) dalla linea S50 Bellinzona-Varese e per tutta la settimana (dalle 05.00 alle 24.00) dalla linea S40 Como-Varese. Entrambe le relazioni operano con cadenzamento orario, strutturato in modo tale che la relazione Mendrisio-Varese venga servita da un treno ogni mezz'ora nei giorni feriali e da un treno ogni ora nei festivi. Una soluzione peculiare connota la linea S50: i treni in salita da Varese, una volta arrivati a Mendrisio, vengono agganciati al coincidente treno della linea S10 proveniente da Como: il convoglio così composto prosegue la corsa fino a Bellinzona. Viceversa, sul tragitto opposto, il doppio treno bloccato viene separato a Mendrisio, onde proseguire in composizione singola sulle rispettive tratte.
Nel tronco Arcisate-Varese ai treni internazionali si aggiungono i 34 convogli RegioExpress eserciti da Trenord a cadenzamento orario sulla tratta Porto Ceresio-Milano Porta Garibaldi, che portano la frequenza ferroviaria a 3 transiti all'ora.
A giugno 2018 è partito il prolungamento parziale (una corsa su due) della linea S40 da Varese a Malpensa Aeroporto Terminal 2, la quale nel settembre successivo è stata accorciata da Albate Camerlata a Como San Giovanni.
Dal giugno 2019 la S40 e la S50 assumono la forma concordata: la S40 attiva tra Varese e Como, mentre la S50 tra Bellinzona (successivamente Biasca/Airolo) e Malpensa Aeroporto.

### Esplicative
1. ↑  Il cambio di tensione è posizionato sul lato svizzero della tratta, a 200 m dal confine di stato.
2. ↑  Sostituisce la vecchia galleria che prendeva il nome di "San Bernardino"[12]

### Bibliografiche
1. 1 2 3 4   RFI, attivata la nuova linea Arcisate - Stabio, su fsnews.it, FS News. URL consultato il 3 dicembre 2017.
2. ↑   Finiti i lavori della Stabio-Arcisate, in Ticinonline, 1º dicembre 2017. URL consultato il 2 dicembre 2017.
3. 1 2 3 4  NUOVO COLLEGAMENTO FERROVIARIO ARCISATE –STABIO NEL TRATTO COMPRESO FRA IL PONTE SUL FIUME OLONA ED IL CONFINE DI STATO Archiviato il 25 febbraio 2017 in Internet Archive. - progin.it  (PDF)
4. ↑   Redazionale, Primo “colpo di piccone” per l’Arcisate – Stabio, in Infoinsubria.com, 1º dicembre 2008. URL consultato il 18 marzo 2014 (archiviato dall'url originale il 22 aprile 2014).
5. 1 2   Comunicato Stampa gruppo Ferrovie dello Stato, Nuova Arcisate-Stabio: via ai lavori (PDF), 24 luglio 2009. URL consultato il 30 dicembre 2013 (archiviato dall'url originale il 29 dicembre 2013).
6. ↑   Inaugurata la linea ferroviaria FMV tra Mendrisio e Stabio: Nuova offerta TILO S40/S50 dal 15 dicembre 2014., su ffs.ch, Ferrovie federali svizzere. URL consultato il 26 novembre 2014 (archiviato dall'url originale il 24 settembre 2015).
7. ↑   VareseNews, Arcisate – Stabio, cantiere fermo in attesa di un nuovo incontro, 7 ottobre 2014. URL consultato il 12 dicembre 2016.
8. ↑   VareseNews, Arcisate-Stabio sempre ferma. “Aspettiamo risposte da tre mesi”, 30 luglio 2013. URL consultato il 12 dicembre 2016.
9. ↑   VareseNews, Spaventoso incidente nel cantiere della Arcisate Stabio, 9 maggio 2017. URL consultato il 16 maggio 2017.
10. ↑   ferrovie.it, Inaugurata ufficialmente la Arcisate - Stabio. URL consultato il 23 dicembre 2017.
11. ↑   VareseNews, Interrata, moderna e con maxi-parcheggio: ecco la stazione di Cantello, 16 aprile 2016. URL consultato il 12 dicembre 2016.
12. ↑   Mariangela Gerletti, Arcisate - Stabio, la galleria è aperta, la fine dei lavori è più vicina, su VareseNews, 30 gennaio 2017. URL consultato il 31 marzo 2024.
13. ↑  Nuovo collegamento ferroviario Lugano (Chiasso-Como)- Mendrisio-Varese-Gallarate-Aeroporto di Malpensa - ti.ch
14. 1 2 3   Mariangela Gerletti, Arcisate Stabio: ecco il perché di ritardi e soppressioni, su VareseNews, 19 gennaio 2018. URL consultato il 31 marzo 2024.
15. ↑  Svizzera e Italia si toccano: l’Arcisate Stabio è realtà - La Provincia di Varese, 8 ott 2017
16. 1 2  Arcisate Stabio: ecco i passi di Rete Ferroviaria Italiana - VareseNews, 4 dic 2008
17. ↑   Mariangela Gerletti, Il sindaco nella galleria della Arcisate Stabio, su VareseNews, 12 aprile 2016. URL consultato il 31 marzo 2024.
18. ↑  Arcisate-Stabio: il binario unico tra Induno e Varese creerà possibili ritardi quotidiani demotivando i pendolari Archiviato il 19 marzo 2017 in Internet Archive. - varese7press.it, 27 dic 2016
19. ↑   Mariangela Gerletti, Arcisate Stabio: le certificazioni ci sono. Rfi conferma il via al 7 gennaio, su VareseNews, 1º dicembre 2017. URL consultato il 31 marzo 2024.
20. 1 2   Roberto Morandi, Niente treno Lugano-Malpensa, la Svizzera toglie soldi, su VareseNews, 28 giugno 2017. URL consultato il 31 marzo 2024.
21. ↑   Ticino. Dipartimento del Territorio - Divisione della pianificazione territoriale - Sezione dei trasporti, La Ferrovia Mendrisio-Varese in Breve (PDF), su ti.ch. URL consultato il 1º settembre 2010 (archiviato dall'url originale il 26 giugno 2013).
22. ↑   Roberto Morandi, Arcisate-Stabio, "garantiremo il collegamento Lugano-Malpensa", su VareseNews, 5 luglio 2017. URL consultato il 31 marzo 2024.
23. ↑   Nuovo Collegamento Ferroviario - Scheda tecnica, su www4.ti.ch, Repubblica e Cantone Ticino. URL consultato il 3 gennaio 2018.
24. ↑   Roberto Morandi, Domenica mattina alle 5 il primo treno Varese-Como, su VareseNews, 4 gennaio 2018. URL consultato il 31 marzo 2024.
25. ↑   Entrata in servizio completa linee S40 e S50, su tilo.ch, TiLo. URL consultato il 19 dicembre 2017 (archiviato dall'url originale il 2 gennaio 2018).
26. ↑  company.sbb.ch/it/media/servizio-stampa/comunicati-stampa/detail.html/2019/6/0506-1